# 堅尼地站
堅尼地站（英語：Kennedy GO Station）是一座多倫多地鐵車站，坐落加拿大安大略省多倫多士嘉堡堅尼地道和艾靈頓東路交界處的東南角。此站的布魯亞－丹佛線月台於1980年11月21日開幕，隨之取代華登站成為該線的東端終點站。士嘉堡輕鐵月台則於1985年3月22日聯同該線其他車站一起開幕，並運作至2023年7月24日該線關閉為止。此站亦將成為艾靈頓輕鐵的東端終點站，暫定於2024年啓用。另外，此站亦毗鄰GO通勤鐵路斯托夫維爾線（Stouffville line）的堅尼地站。
2019年此站的工作日客流量達113,961人次，為多倫多地鐵系統中第五繁忙的車站。

## 历史

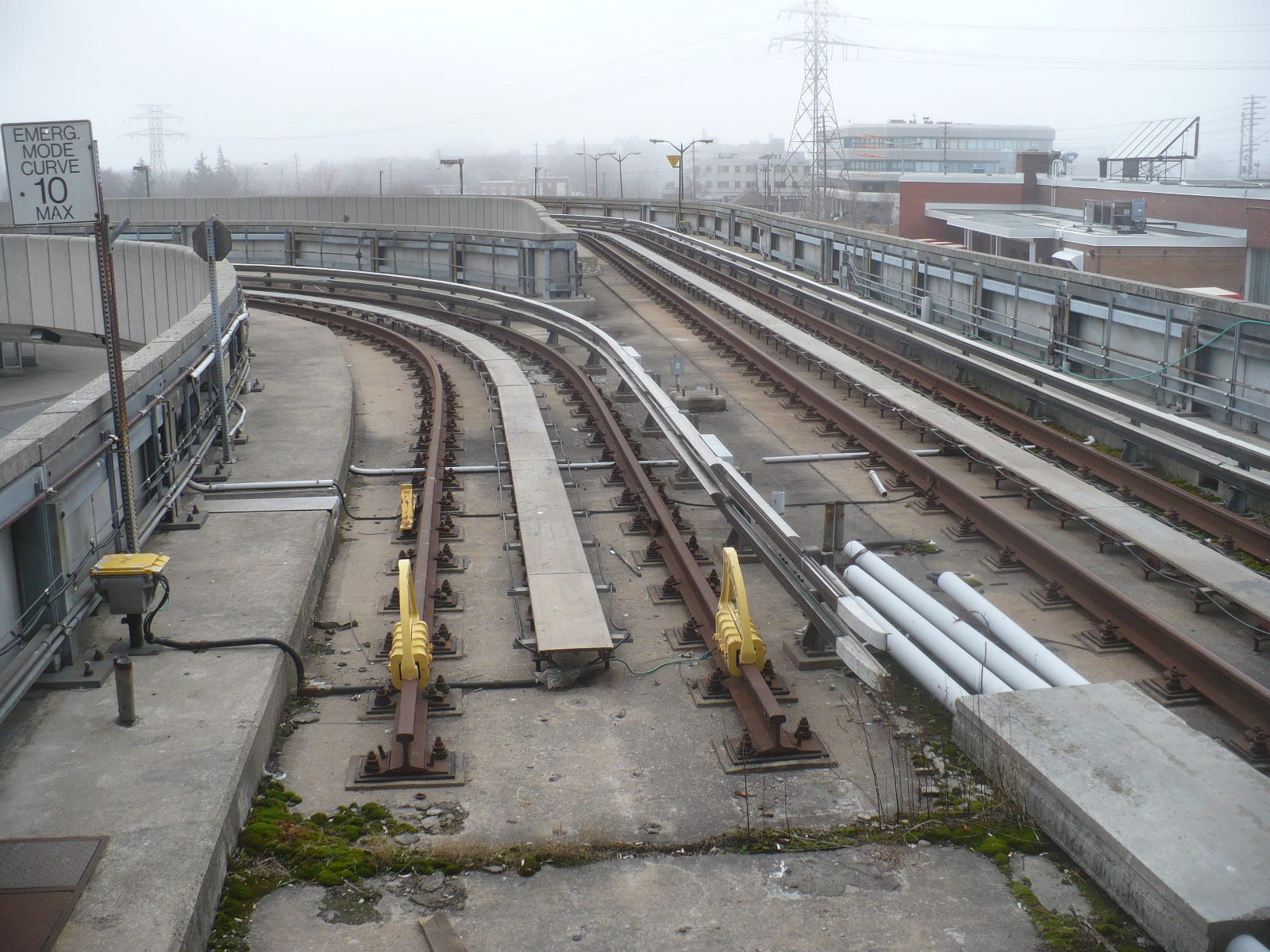
已棄用的堅尼地站士嘉堡輕鐵環形迴車道

士嘉堡輕鐵在早期規劃時，多倫多公車局（TTC）本來打算派遣有軌電車車輛行駛這條路線，而堅尼地站的士嘉堡輕鐵月台設計亦反映這個構思。由於有軌電車只於車頭設有駕駛台，不能單靠鉸剪位掉頭，TTC因此於月台以西興建一條環形迴車道，讓電車在西行月台卸客後駛離月台，再經過此環形迴車道駛回車站的東行月台。士嘉堡輕鐵項目改為使用中型載客量捷運系統（Intermediate Capacity Transit System，ICTS）技術後，TTC沒有更改列車掉頭的安排，因此在列車兩端均設駕駛台的ICTS列車也只好靠環形軌道掉頭。問題出於環形軌道是為電車而設，其半徑比ICTS列車所需為短，令ICTS列車通過這段路軌時屢次出軌。TTC遂將列車編組從1列4組縮短至1列2組，並將這段路軌的速度限制從每小時10公里下調至5公里，但未能根治此問題。當局終於在1988年中關閉士嘉堡輕鐵三個月以便於堅尼地站進行改建工程，包括加設鉸剪位以便ICTS列車掉頭，以及將車站設計從雙線改為單線，月台因此變成西班牙式佈局。工程沒有拆除環形迴車道，該軌道至今仍然存在。
2000年代中，多倫多市政府宣佈在包括艾靈頓路内的數條主要交通走廊興建輕鐵線，當中艾靈頓輕鐵將東起堅尼地站，向西通往艾靈頓路和珍街的交界處。項目於2013年動工，暫定於2024年通車。

## 接驳交通

### 巴士
下列由多倫多公車局營運的巴士線駛經堅尼地站：
| 巴士站編號                                                        | 路線編號                   | 名稱                  | 其他資訊                                                              |
| ----------------------------------------------------------------- | -------------------------- | --------------------- | --------------------------------------------------------------------- |
| 1                                                                 | 備用巴士站                 | 備用巴士站            | 備用巴士站                                                            |
| 2                                                                 | 20                         | 懸崖邊區（Cliffside）          | 西行往緬因街站                                                        |
| 2                                                                 | 113                        | 丹佛（Danforth）              | 西行往緬因街站                                                        |
| 2                                                                 | 300B                       | 布魯亞－丹佛（Bloor–Danforth）      | 深宵巴士線；西行往西大道（West Mall）                                          |
| 3                                                                 | 86A                        | 士嘉堡（）            | 東行往多倫多動物園                                                    |
| 3                                                                 | 86B                        | 士嘉堡（）            | 東行往海倫溪 （只於繁忙時間行駛）                                     |
| 3                                                                 | 86C                        | 士嘉堡（）            | 東行往雪柏東路                                                        |
| 3                                                                 | 86D                        | 士嘉堡（）            | 經羅倫斯東路東行往                                                    |
| 4                                                                 | 334                        | 艾靈頓東（）          | 深宵巴士線；經京士頓道和摩寧西路東行往尼信道和芬治東路                |
| 4                                                                 | 905A                       | 艾靈頓東快線（）      | 經艾斯美道和多倫多大學士嘉堡分校東行往干連斯道（Conlins Road） （只於工作日行駛） |
| 4                                                                 | 905B                       | 艾靈頓東快線（）      | 東行往多倫多大學士嘉堡分校 （只於週末行駛）                           |
| 4                                                                 | 986                        | 士嘉堡快線（）        | 東行往雪柏東路 （只於繁忙時間行駛）                                   |
| 5                                                                 | 116                        | 摩寧西（）            | 東行往芬治東路和摩寧西嶺                                              |
| 6                                                                 |                            |                       |                                                                       |
| 7                                                                 | 12A                        | 京士頓道（）          | 西行往維多利亞公園站                                                  |
| 7                                                                 | 12B                        | 京士頓道（）          | 西行往維多利亞公園站                                                  |
| 7                                                                 | 57                         | 美蘭（）              | 北行往士刁士東路                                                      |
| 8                                                                 | 34A                        | 艾靈頓東（）          | 西行往艾靈頓站                                                        |
| 8                                                                 | 34B                        | 艾靈頓東（）          | 西行往當妙斯道和溫福徑（） （只於星期六行駛）                         |
| 8                                                                 | 201                        |                       | 南行往                                                                |
| 8                                                                 | 334                        | 艾靈頓東（）          | 深宵巴士線；西行往艾靈頓站                                            |
| 9                                                                 | 43A                        | 堅尼地（）            | 北行往士刁士東路                                                      |
| 9                                                                 | 43C                        | 堅尼地（）            | 北行往 （只於繁忙時間行駛）                                           |
| 9                                                                 | 343                        | 堅尼地（）            | 深宵巴士線；北行往士刁士東路                                          |
| 9                                                                 | 943                        | 堅尼地快線（）        | 北行往士刁士東路 （只於繁忙時間行駛）                                 |
| 10                                                                | 21C                        | 冰梨（）              | 經士嘉堡中心站北行往士刁士東路                                        |
| 10                                                                | 43B                        | 堅尼地（）            | 經進步路北行往士嘉堡中心站                                            |
| 10                                                                | 2號線                      | 接駁巴士              | 西行往華登站                                                          |
| 11                                                                | 903                        | 堅尼地–士嘉堡中心快線 | 北行往士嘉堡中心站 （2023年8月26日投入服務，取代3號線接駁巴士）       |
| ?                                                                 | 954                        | 羅倫斯東快線（）      | 經堅尼地道（北行）和美蘭路（南行）東行往 （2023年10月10日投入服務）   |
| 下列路線從2023年11月19日起服務堅尼地站，直至地鐵2號線延線開通為止 |                            |                       |                                                                       |
|                                                                   | 38A                        | 海倫溪（）            | 東行往紅河山GO車站                                                    |
| 38B                                                               | 東行往多倫多大學士嘉堡分校 | 海倫溪（）            |                                                                       |
|                                                                   | 43B                        | 堅尼地（）            | 北行往百年理工學院 取代134C進步路巴士線                               |
|                                                                   | 129A                       | 麥高雲北（）          | 北行往麥健時少校徑 （士刁士路以北路段收取額外車資）                   |
| 129B                                                              | 北行往士刁士東路           | 麥高雲北（）          |                                                                       |
|                                                                   | 131                        | 奴格特（）            | 東行往舊芬治路和摩寧圍徑（）                                          |
|                                                                   | 133                        | 尼信（）              | 北行往摩寧西嶺                                                        |
|                                                                   | 938                        | 海倫溪快線（）        | 東行往多倫多大學士嘉堡分校 （只於上午繁忙時間行駛）                   |
|                                                                   | 939A                       | 芬治快線（）          | 西行往芬治站                                                          |
| 939B                                                              | 經芬治站西行往芬治西站     | 芬治快線（）          |                                                                       |
|                                                                   | 985A                       | 雪柏東快線（）        | 西行往當妙斯站                                                        |
| 下列路線於艾靈頓輕鐵開通後服務堅尼地站                            |                            |                       |                                                                       |
|                                                                   | 34                         | 艾靈頓（Eglinton）            | 西行往丹尼士山站                                                      |

## 外部連結
- 维基共享资源上的相關多媒體資源：堅尼地站
- TTC Kennedy Station （页面存档备份，存于）－多倫多公車局網站 堅尼地站頁面（英文）

| 上一站           |  | 多倫多公車局  |  | 下一站               |
| ---------------- |  | ------------- |  | -------------------- |
| 華登往基伯齡方向 |  | 布魯亞—丹佛線‎ |  |                      |
|                  |  | 士嘉堡輕鐵    |  | 羅倫斯東往麥高雲方向 |